# Рацемат

Изображение в структурной формуле рацемата амфетамина — связь с метильной группой хирального центра дана волнистой линией.

Рацема́т — эквимолярная смесь двух энантиомеров. Рацематы не обладают оптической активностью, а также отличаются по свойствам от индивидуальных энантиомеров.
Термин «рацемат» ввёл в 1848 году Луи Пастер, разделивший пинцетом под микроскопом кристаллики лево- и правовращающих изомеров виноградной кислоты по их внешнему виду (от лат. raсеmus — виноград, acidum racemicum — виноградная кислота), природная виноградная кислота является рацематом — смесью этих изомеров.
Рацематы являются продуктами нестереоселективных реакций, ведущих к образованию хирального центра — sp3-гибридизованного атома углерода с четырьмя различными заместителями либо в процессе рацемизации энантиомера, когда sp3-гибридизованный углерод хирального центра обратимо переходит в sp2-гибридизированное состояние, например, при таутомеризации кетона с хиральным центром у карбонильной группы в енольную форму с обратным переходом ахирального енола в рацемат кетона.

## Номенклатура
В номенклатуре ИЮПАК для обозначения рацематов используются приставки (±)-, или rac- (либо racem-), или RS либо SR. Использование приставки dl- не рекомендуется.

## Типы рацематов
В твёрдой фазе различают три типа рацематов:
- Рацемический конгломерат представляет собой механическую смесь кристаллов двух энантиомеров соотношением 1:1, при этом каждый кристалл состоит из молекул только одного энантиомера.
- Рацемическое соединение (истинный рацемат) состоит из кристаллов, в каждом из которых находятся молекулы обоих энантиомеров и их соотношение равно 1:1. Такое соотношение энантиомеров в рацемических соединениях сохраняется до уровня кристаллической решётки.
- Псевдорацемат является твёрдым раствором двух энантиомерных соединений, то есть представляет собой гомогенную разупорядоченную смесь энантиомеров соотношением 1:1.

В случае органических соединений наиболее распространёнными являются истинные рацематы (~90 %), а в форме конгломератов существует лишь ~10 % рацематов. Третий тип является наиболее редким. Установлено, что частота образования конгломератов в 2—3 раза больше для солей, чем для ковалентных хиральных соединений.
Известны примеры соединений, которые могут образовывать рацематы двух типов, например, 1,1'-бинафтил кристаллизуется в виде истинного рацемата (т. пл. 154 °С), а при нагревании превращается в рацемический конгломерат (т. пл. 159 °С).
Определить тип рацемата можно по виду его двойной фазовой диаграммы: для рацемических конгломератов на диграмме присутствует минимум в точке эквивалентности (А), для истинных рацематов наблюдаются эвтектические точки и максимум, соответствующий соотношению энантиомеров 1:1 (Б). Твёрдые растворы энантиомеров имеют постоянную температуру плавления (В).
Выделяют также квазирацематы — эквимолярные смеси энантиомерных форм родственных соединений, например, (+)-хлорянтарной и (-)-бромянтарной кислот. Диаграммы плавления квазирацематов имеют такую же форму, как и диаграммы для истинных рацематов, однако половины кривой состояния обычно несимметричны.

## Физические свойства
- Оптическая активность. Рацематы не проявляют оптической активности, то есть не вращают плоскость поляризации света[2]. Данное явление объясняется тем, что для энантиомеров оптическое вращение противоположно по знаку, но равно по величине. Поскольку вращение является аддитивной величиной, в случае рацемата из-за компенсации вкладов энантиомеров оно равняется нулю.
- Форма кристаллов. Поскольку энантиомеры образуют энантиоморфные кристаллы, рацемические конгломераты существуют в виде двух типов кристаллов, которые по форме являются зеркальными отражениями друг друга. Именно этот факт позволил Л. Пастеру вручную разделять кристаллы рацемических тартратов[6].
- Плотность. Согласно правилу Валлаха, сформулированному в 1895 году, кристаллы рацематов имеют более высокую плотность, чем кристаллы индивидуальных энантиомеров. Это связывают как с термодинамическими факторами, так и с кинетикой нуклеации и роста кристаллов рацемического соединения. Данное правило было подтверждено анализом кристаллографической базы данных[7].
- Температура плавления. Для рацемического конгломерата температура плавления всегда ниже температуры плавления индивидуальных энантиомеров, что видно по его диаграмме состояния. Например, энантиомерно чистый гексагелицен плавится при 265—267 °С, а рацемат — при 231—233 °С[8].

Если рацемат является истинным, что характерно для большинства органических рацематов, то температура его плавления может быть как выше, так и ниже температуры плавления энантиомеров. Так, в случае диметилтартрата температуры плавления чистого энантиомера и рацемата равны соответственно 43,3 °С и 86,4 °С. Рацемат миндальной кислоты, напротив, плавится при более низкой температуре, чем энантиомерно чистое вещество (118,0 °С и 132,8 °С соответственно). Добавление индивидуального энантиомера к истинному рацемату всегда приводит к понижению температуры плавления, в отличие от того, что наблюдается для конгломератов.
В редких случаях, когда рацематы проявляют свойства твёрдых растворов, они плавятся при той же температуре, что и индивидуальные энантиомеры (для камфоры — ≈178 °С).
- Растворимость. Для большинства хиральных соединений характерны различия в растворимости рацемата и индивидуальных энантиомеров. Растворимость рацемических конгломератов выше растворимости чистых энантиомеров. Эмпирическое правило Мейерхоффера, применимое к недиссоциирующим органическим соединениям, гласит, что растворимость рацемата вдвое больше растворимости энантиомеров. Для истинных рацематов растворимость может быть больше или меньше растворимости энантиомеров[11].

## Получение
Если химическая реакция приводит к образованию нового стереоцентра в молекуле, то в отсутствие стереодифференцирующих факторов (хиральный катализатор или растворитель, облучение циркулярнополяризованным светом и др.) продукт получается в рацемическом виде. Это объясняется тем, что образование каждого из энантиомеров протекает через одинаковые по энергии переходные состояния. Для получения продукта с преобладающим содержанием одного из энантиомеров необходимо пользоваться подходами стереоселективного синтеза.

## Разделение
Разделение рацематов на нерацемические компоненты называют расщеплением рацематов. Методы расщепления могут включать физические процессы или химические реакции. В качестве продуктов расщепления могут образовываться как чистые энантиомеры, так и их смеси в неравном количестве — энантиообогащённые соединения. Среди методов расщепления можно выделить кристаллизацию, разделение через диастереомеры, хиральную хроматографию, кинетическое расщепление и др.